# Grenspaal (Hans 't Mannetje)
Grenspaal, ook wel Zuildragende schildpad of Monument van Jacob Israël de Haan is een beeld in Amsterdam-Centrum. Het is gemaakt door Hans 't Mannetje.
Het beeld staat aan het begin van de Jodenbreestraat, op het punt waar de weg ontstaat aan de Sint Anthoniesluis. Het monument doet enigszins denken aan een zogenaamde banpaal, ooit markeerpunt voor stadsgrenzen. Deze grenspaal geeft echter aan waar een niet afgebouwde snelweg eindigt. Het was de bedoeling dat vanuit het Mr. Visserplein via de Jodenbreestraat en Sint Antoniesbreestraat een snelweg zou lopen tot aan de Prins Hendrikkade. Buurtbewoners van de Nieuwmarktbuurt verzetten zich daar in de jaren zeventig hevig tegen. Onder meer schermutselingen met politie en Mobiele Eenheid leidden er toe dat de aanleg werd gestaakt. De Sint Antoniesbreestraat werd smal gehouden, mede door dat de gemeente de historische kwaliteiten van het Huis De Pinto uiteindelijk wel inzag. Het beeld staat aan de zuidoostkant van de brug en staat in wezen niet op de juiste plaats. De brug is namelijk nog gebouwd met het oog op de verbreding en de komst van de snelweg volgens het document 'Wederopbouwplan Nieuwmarkt'. Dat er aan de noordkant van de brug gesloopt was voor de aanleg van de snelweg is nog bij de zuidelijk ingang van de Sint Antoniesbreestraat te zien; er staat een nieuwbouw pand naast de oude grachtenpanden. Aan de Jodenbreestraat verdween de gehele oostelijke gevelwand ten behoeve van het Maupoleum, met haar rooilijn werd ook al rekening gehouden met de verbreding.
De grenspaal markeert de grens tussen een modern recht stratenplan (Jodenbreestraat, Mr. Visserplein, Wibautstraat) en het kronkelige oude stratenplan waar de Sint Antoniesbreestraat deel vanuit maakt. Het kwam er nadat Geurt Brinkgreve had gewezen op de kunstenaar Hans 't Mannetje.
't Mannetje ontwierp voor hier een kunstwerk dat is opgebouwd uit oude en nieuwe materialen. Hij was destijds werkzaam voor het (gemeentelijke) restauratie-atelier aan de Nieuwe Uilenburgerstraat en zag zich geconfronteerd met allerlei bouwelementen van gesloopte gebouwen. Van de grond af naar boven:
- een hergebruikte sokkel van een onbekend en verdwenen beeld van Rembrandt; hierop is een tekst aangebracht van Jacob Israël de Haan, en een tekst refererend aan de omstandigheden waaronder dit beeld tot stand kwam
- een groen uitgeslagen hardstenen schildpad, herkomst onbekend; de kop van de schildpad was verloren gegaan, 't Mannetje zette er een nieuwe kop aan
- een nieuw zadel op het schildpad dat drager is van de kolom
- in de dikke hardstenen kolom, afkomstig uit het in 1962 afgebrande gebouw, dat Hendrik Petrus Berlage ontwierp voor de Levensverzekeringsmaatschappij De Algemene, gevestigd aan het Damrak is op 3/4 hoogte de tekst "De tijd kruipt met het bouwwerk heen, van hier, vandaar rest soms een steen" gebeiteld.

De twee teksten in het Rembrandtblok luiden:
- De tekst over verschil van mening van inrichting van de buurt: "Tot hier verdween het oude stadspatroon van hier begon de stadsvernieuwing in deze buurt ter herinnering werd dit gedenkteken opgericht",
- Dichtregels van Jacob Israël de Haan, die refereren aan de oude Jodenbuurt van Amsterdam: "Die te Amsterdam vaak zei: 'Jeruzalem'  en naar Jeruzalem gedreven kwam, Hij zegt met mijmerende stem  'Amsterdam, Amsterdam…'".

De plaatsing ging niet zonder slag of stoot. De bewonerscommissie die er over ging vond het monument wat al te groot. Ze vond dat de brug toch al het slachtoffer was geworden van allerlei activiteiten zoals kraampjes etc. Bovendien werd door de makers voorgesteld om Han Lammers het beeld te laten onthullen. Deze was echter persona non grata in de Nieuwmarkbuurt, vanwege juist de sloopwerkzaamheden. Hij trok zich terug, net als Brinkgreve die het monument juist ter verzoening door Lammers wilde laten onthullen.

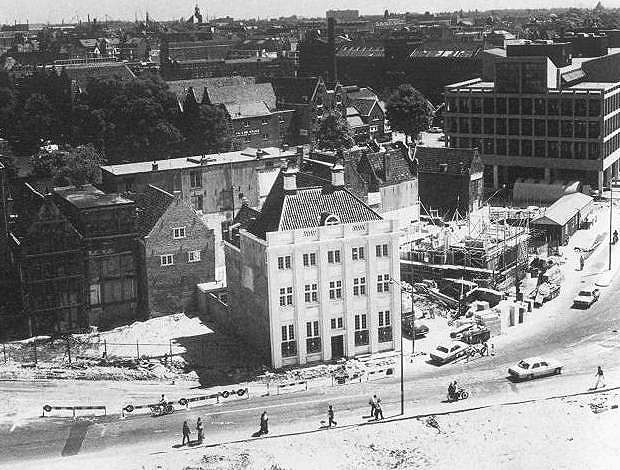
Het eenzame Huis De Pinto in 1975
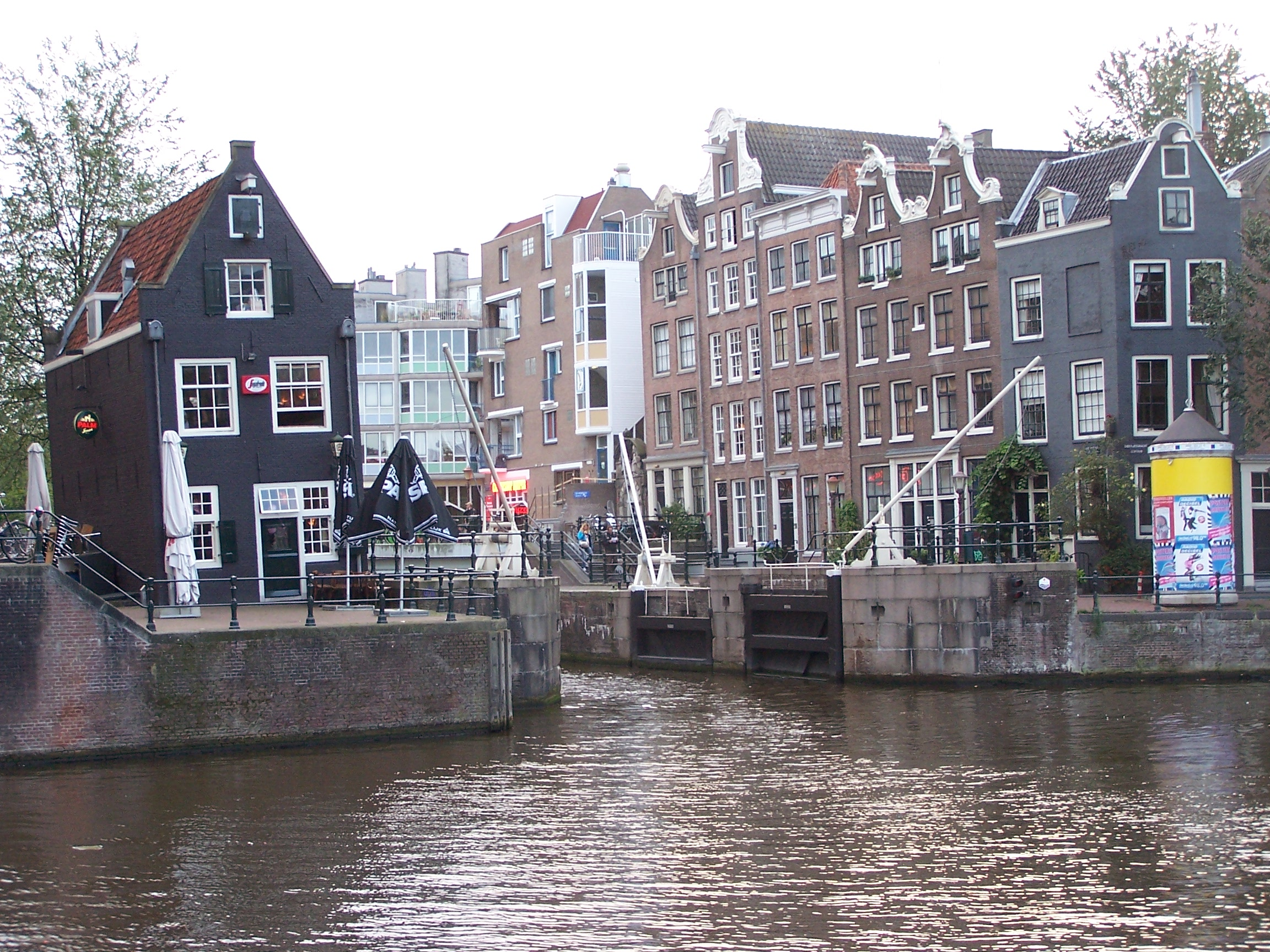
Zicht op de oudbouw met daarnaast nieuwbouw op de geplande verbreding, daarachter het Pentagon
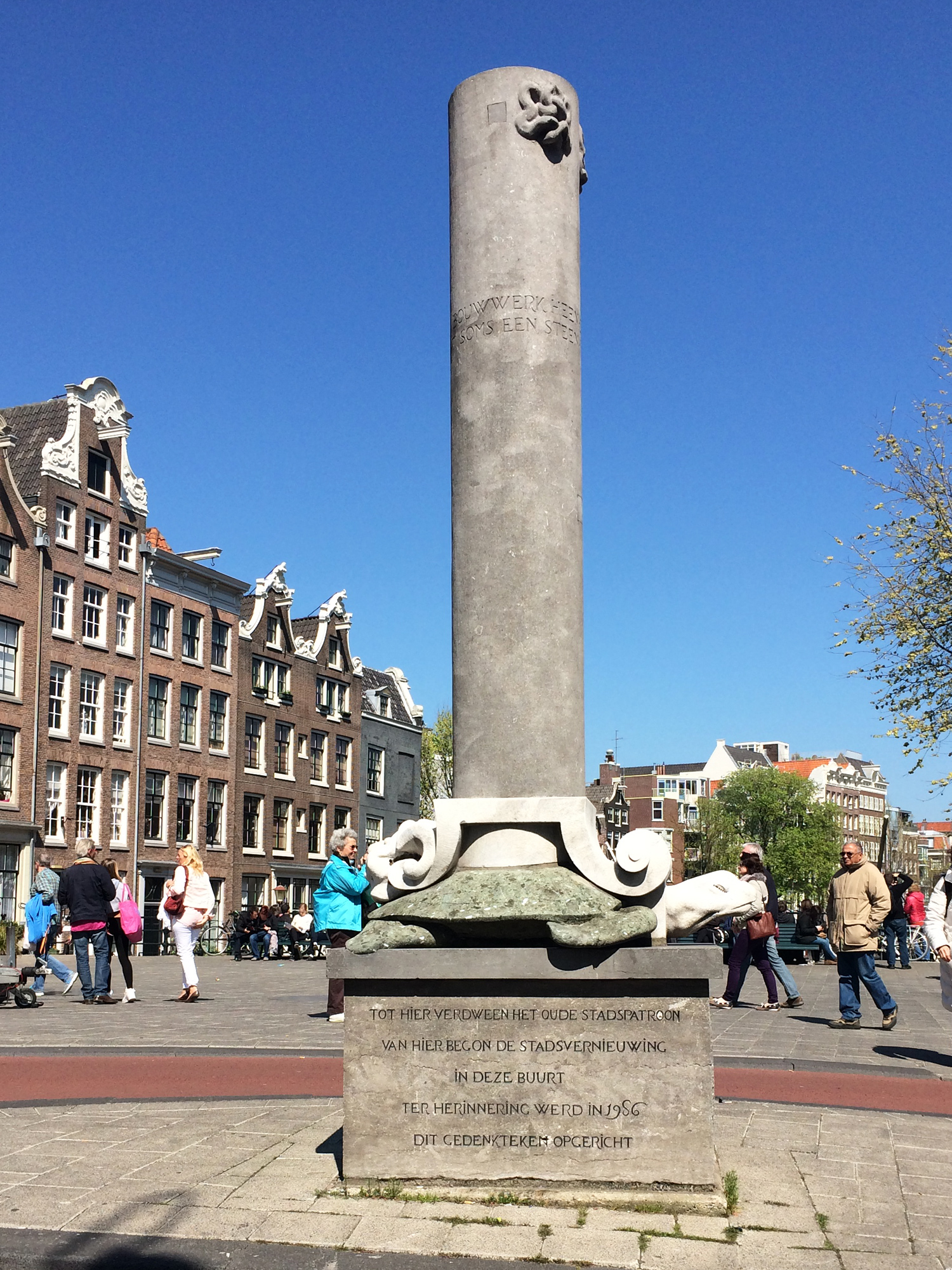
Grenspaal met wegversmalling op de brug
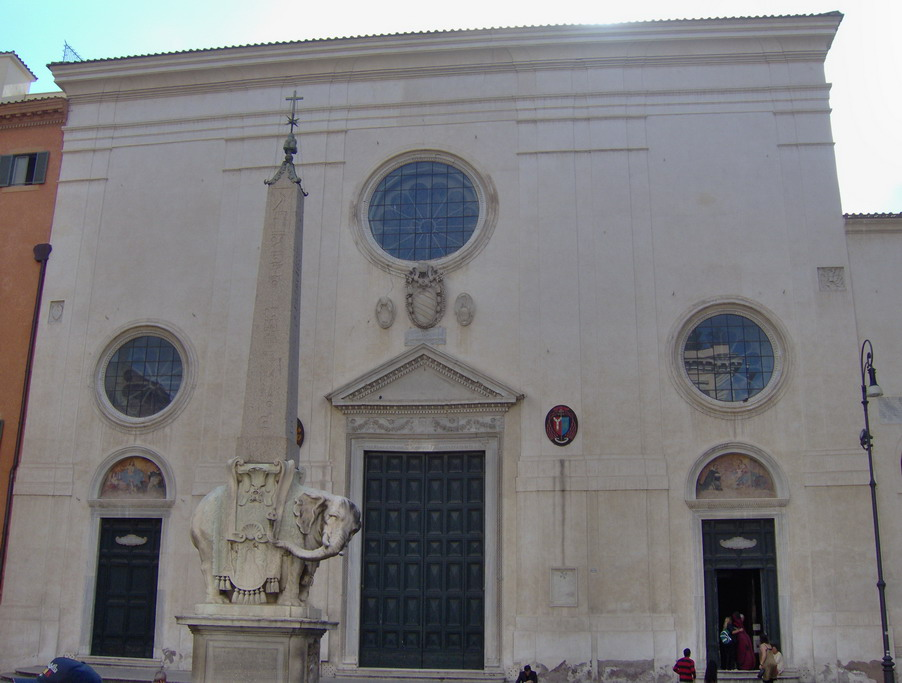
Olifantobelisk van Bernini, waarmee het wel vergeleken wordt